# Výbušnina

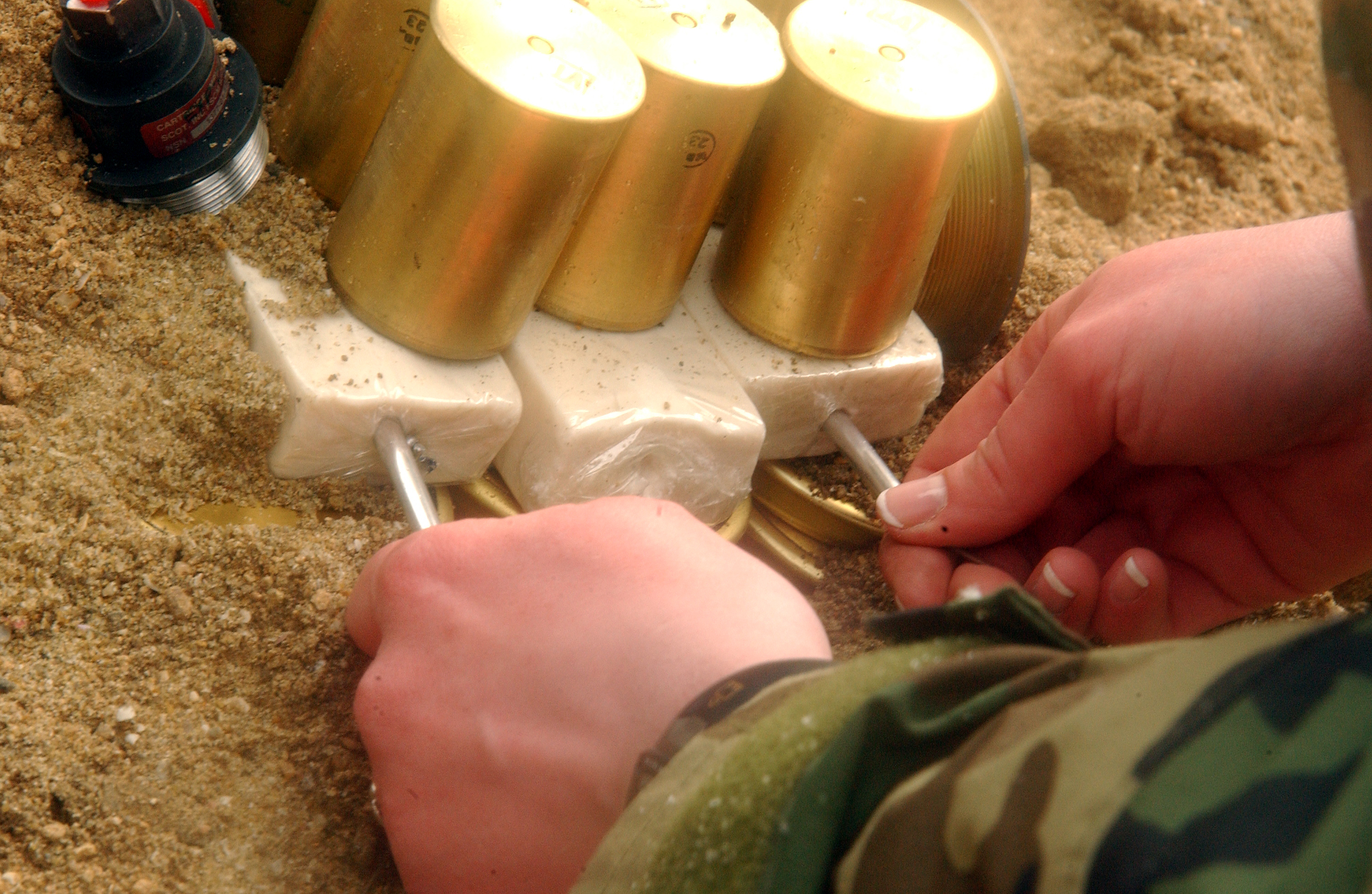
Příprava výbušniny C-4

Výbušnina je obecné označení chemické látky nebo směsi, která je schopna mimořádně rychlé exotermické reakce spojené s vývinem plynů o velkém objemu – výbuchu.
Technické pojmenování takové látky nebo směsi je výbušina (bez n); slovo výbušnina zde znamená zařízení připravené k výbuchu - bombu v kufříku, granát, patronu průmyslové trhaviny s rozbuškou a podobně. Česká legislativa zná i pojem výbušnina (např. zákon č. 61/1988 Sb. o hornické činnosti, výbušninách a státní báňské správě). Obecně je používanější pojem výbušnina s n.
Ke spuštění chemické reakce výbušiny vedoucí k detonaci dochází mechanickým, chemickým, termickým nebo elektrickým podnětem. Součástí směsných výbušin je zpravidla oxidační činidlo, které dodá chemické reakci potřebný kyslík.

## Výbušnina v legislativě
V české legislativě je pojem výbušnina pojat široce: výbušninou jsou zde látky a předměty, které jsou uvedeny v Příloze A ADR zařazené do třídy 1 těchto látek, pokud nejde o střelivo a vojenskou munici.

## Typy výbušin
Podle praktického využití dělíme výbušiny do několika typů.
- Třaskavina je snadno vznítitelná výbušnina, které obvykle slouží k iniciaci výbuchu trhavin nebo střelivin. Při praktickém použití je přítomna pouze v nepatrném množství, např. třaskavina v roznětce nábojnice, či rozbušky. Třaskaviny jsou citlivé na běžné údery, tření, plamen a zvýšenou teplotu, běžné výboje statické elektřiny a mnohé chemické reakce.Nejběžnějšími třaskavinami jsou azid olovnatý, velmi rozšířený je například fulminát rtuťnatý (třaskavá rtuť). Jiné třaskaviny se v praxi téměř nevyskytují pro malé iniciační schopnosti, extrémní citlivost, korozivní účinky či více těchto faktorů současně. Mezi silně nestabilní patří například pikrát železnatý, organické peroxidy jako HMTD, a mnoho dalších. Od trhavin se liší většina třaskavin s anorganickými kationty nízkou trhavou silou, danou velmi malým objemem plynů, vzniklých po explozi. Toto neplatí pro CHNO třaskaviny bez anorganických kationtů jako je HMTD, TATP, kyanurtriazid a DDNP. I některé třaskaviny s těžkými kovy (např. NHN) jsou silnými výbušninami.
- Trhavina je označení pro výbušninu/výbušinu, která je za normálních podmínek velmi málo citlivá k vnějším vlivům a naopak po iniciaci dokáže vyvinout detonaci o mimořádně vysoké trhavé síle. Používají se obvykle při trhacích pracích v dolech, lomech, ražbě tunelů, demolicích apod. Mezi nejznámější a nejpoužívanější trhaviny patří dusičnan amonný s palivem (DAP, popř. ANFO), dynamit, pentrit, hexogen, oktogen, trinitrotoluen, trinitrofenol a řada směsných průmyslových trhavin z nich složených a doplněných oxidačním činidlem a případně některými kovy v práškovém stavu.
- Střelivina se používá jako výmetná náplň v nábojích do palných zbraní. Jejím účelem je uvolnit energie rychlým, avšak kontrolovaným vývinem velkého množství plynů a vypuzením střely z hlavně zbraně. Příkladem je černý střelný prach nebo bezdýmý střelný prach -nitrocelulóza.
- Pyrotechnická slož je výbušnina používaná zpravidla pro různé efekty – světelné, kouřové, zvukové apod. V civilním sektoru se používají v zábavné pyrotechnice, ve výstražných svítidlech, pro kouřové efekty apod. Vojenské použití je obdobné – dýmovnice, světlice, imitace výbuchů a výstřelů a v neposlední řadě jako stopovka, jež je součástí svítící střely. Příkladem je směs 70 % KClO4 (chloristanu draselného) a 30 % pyrotechnického hliníku (velikost částic kolem 5 μm), která se nejběžněji používá do petard a dělobuchů.

## Parametry pro hodnocení výbušin

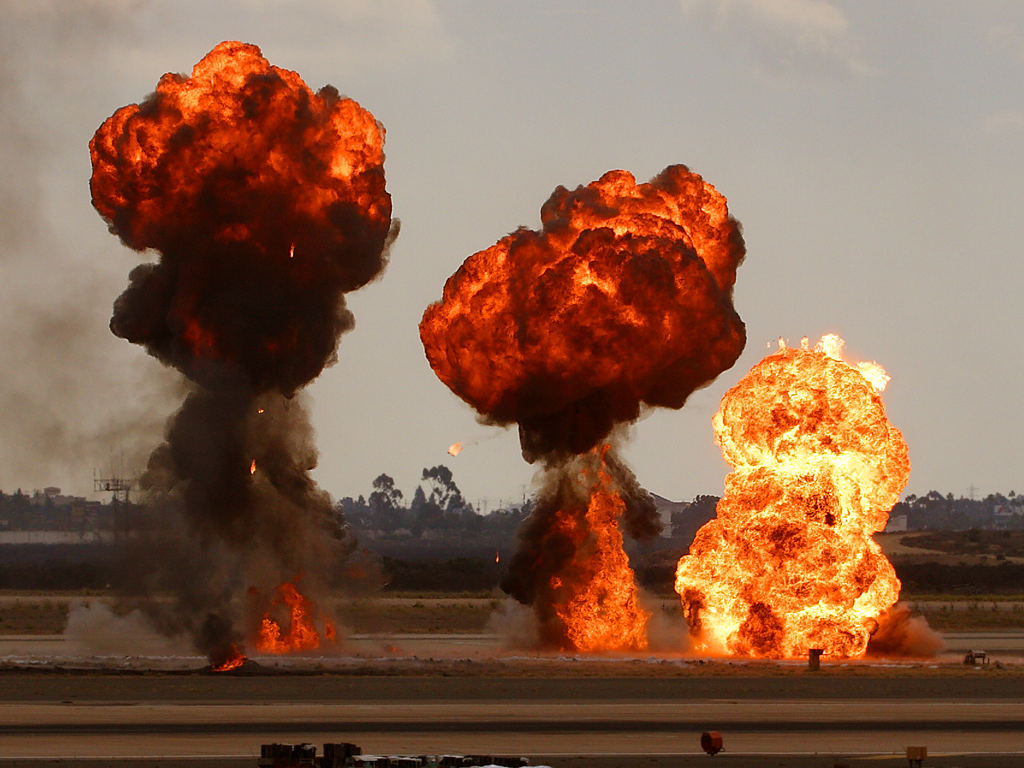
Porovnání různých výbušnin

Aby bylo možno vzájemně porovnat sílu a destrukční účinek jednotlivých sloučenin a výbušných směsí, je třeba exaktně definovat fyzikálně měřitelné parametry, podle nichž se bude toto porovnání provádět. Porovnáním těchto hodnot může pyrotechnik pro určitý konkrétní úkol vybrat vhodnější z dostupných typů náloží, které má právě k dispozici.
Objem plynů po výbuchu (V) je definován jako množství plynů v litrech, které vzniknou výbuchem 1 kg látky při přepočtu na normální teplotu 20 °C. V praxi je potom objem plynů přibližně řádově vyšší vzhledem k teplotě v místě výbuchu kolem 4 000 °C. Hodnoty V pro běžně užívané trhaviny leží v rozmezí 500 – 1000 l/kg, prakticky se tedy výbuchem zvětší objem látky až 10 000 násobně.
Výbuchová teplota (t) udává nejvyšší teplotu, které dosáhnou plyny vzniklé výbuchem. Uvádí se obvykle ve °C. Tato hodnota se pohybuje v rozmezí 2 500 – 5 000 °C, průmyslové trhaviny vykazují obvykle nižší t, vojenské naopak vyšší. Prakticky je tento parametr důležitý především pro charakterizaci důlních trhavin při posuzování rizika možného následného výbuchu důlních plynů.
Výbuchová energie (E) udává, jaké množství energie se uvolní výbuchem 1 kg trhaviny. Uvádí se v kJ/kg. Běžné průmyslové trhaviny vykazují E asi 4 000 kJ/kg, vojensky využívané trhaviny dosahují hodnot mezi 4000 a 6 000 kJ/kg. U termobarických výbušnin a některých pyrotechnických složí se po započítání energie vyhořelého kovu dosahuje hodnot kolem 8 000 kJ/kg. Uvedený parametr má význam zvláště pro porovnávání trhavin používaných v uzavřených prostorech.
Detonační rychlost (D) je rychlost šíření exploze v okamžiku výbuchu udávaná v m/s nebou v km/s. Tento parametr úzce souvisí s brizancí (tříštivostí) a má základní vliv na destrukční účinky trhaviny. Průmyslové trhaviny vykazují D v rozmezí 2 000 – 5 000 m/s, vojenské 6 000 – 8500 m/s. Laboratorně připravené trhaviny mohou dosahovat rychlosti detonace až kolem 9500 m/s. Speciální experimentální kumulativní nálože dosahují až 12 000 m/s. (U kumulativních náloží detonační rychlost udává rychlost paprsku, který tyto nálože vytvářejí. Samotná výbušina exploduje svou specifickou rychlostí).
Hustota výbušin (h) je totožná s klasickou fyzikální vlastností hustota udávanou v g/cm³. Její hodnota je závislá na finálním zpracování dané výbušniny a pro stejnou chemickou látku se může lišit podle toho, zda se jedná o volně sypané krystaly, litou substanci nebo lisovaný materiál. Hustota výbušniny velmi významně rozhoduje o průběhu výbuchu. Při překročení hustoty materiálu nad určitou mez může docházet k poruchám detonace a výbušina exploduje pouze částečně nebo vůbec ne. Toto je platné především pro některé třaskaviny a průmyslové trhaviny na bázi dusičnanu amonného. S hustotou výbušniny (CHNO, tedy obecné výbušniny bez těžkých kovů a jiných prvků) obecně velmi roste její brizance a detonační rychlost. I zvýšení hustoty o 0,1 g/cm3 má obrovský efekt na brizanci.
Detonační tlak je maximální tlak, který vytvoří jednoduchá náložka výbušniny. V rámci vojenských aplikací se jedná o nejdůležitější sledovanou veličinu udávající sílu výbušniny. Běžně se měří v kilobarech (kbar), kde jeden kilobar odpovídá síle jedné tuny na cm2. Běžné průmyslové trhaviny mají detonační tlak mezi 25-100 kbar, používané vojenské trhaviny mají detonační tlak obvykle v rozmezí 170 - 350 kbar. Maximální teoretický tlak u syntetizovaných výbušniny je lehce nad 450 kbar. Teoretické struktury (především poly-dusíky jako je N60) mohou mít detonační tlak i přes tisíc kbar.
Brizance (tříštivost) (B) je občas definována jako součin detonační rychlosti v km/s, hustoty výbušniny v g/cm³ a energie výbuchu v kcal/kg (tedy ve starých, již nepoužívaných jednotkách energie):
B = D . h . E
Vzhledem k tomu, že určení všech uvedených veličin bývá zatíženo určitou chybou, která se finálně projeví ve značné nepřesnosti hodnoty B, používalo se v praxi pro určování brizance trhavin praktických zkoušek. Základním brizančním testem byla zkouška podle Hesse, která spočívala v měření deformace olověných válečků definované velikosti výbuchem 50 g zkoumané trhaviny v přesně určeném prostorovém uspořádání. Srovnání výsledků těchto zkoušek pro jednotlivé trhaviny poskytlo mnohem přesnější porovnání jejich brizance než výše uvedený teoretický výpočet. V současné době tato hodnota již není užívána. Dne běžně používaný termín brizance je čistým synonymem pro tříštivost.